# یواس‌اس گریهوند (۱۸۲۲)
یواس‌اس گریهوند (۱۸۲۲) (به انگلیسی: USS Greyhound (1822)) یک کشتی بود. این کشتی در سال ۱۸۲۲ ساخته شد.